# Lekkoatletyka na Letnich Igrzyskach Paraolimpijskich 2004 – pchnięcie kulą kl. F37 mężczyzn
W pchnięciu kulą kl. F37 (zawodnicy z porażeniem mózgowym stojący) mężczyzn podczas Letnich Igrzysk Paraolimpijskich 2004 rywalizowało ze sobą 8 zawodników.

## Wyniki

### Finał
| Poz. | Zawodnik           | Narodowość | Rezultat | Uwagi |
| ---- | ------------------ | ---------- | -------- | ----- |
| 1    | Tomasz Błatkiewicz | Polska     | 14.83    | WR    |
| 2    | Ahmed Meshaima     | Bahrajn    | 13.28    |       |
| 3    | Robert Chyra       | Polska     | 12.80    |       |
| 4    | Abbas Mohseni      | Iran       | 12.59    |       |
| 5    | Mostafa Ahmed      | Egipt      | 11.46    |       |
| 6    | Damien Burroughs   | Australia  | 10.78    |       |
| 7    | Nasrullah Khan     | Pakistan   | 7.31     |       |
| 8    | Zubair Khan        | Pakistan   | 7.05     |       |